# Synchytrium globosum
Synchytrium globosum är en svampart som beskrevs av J. Schröt. 1886. Synchytrium globosum ingår i släktet Synchytrium och familjen Synchytriaceae.   Inga underarter finns listade i Catalogue of Life.